# Glöcknerknoten
Der Glöcknerknoten dient dem Glöckner, um das lange Glockenseil bei Nichtgebrauch am unteren Ende zu verkürzen, damit es nicht auf dem Boden liegt.

## Knüpfen

### Glöcknerknoten mit einem halben Schlag

#### Knüpfmethode 1

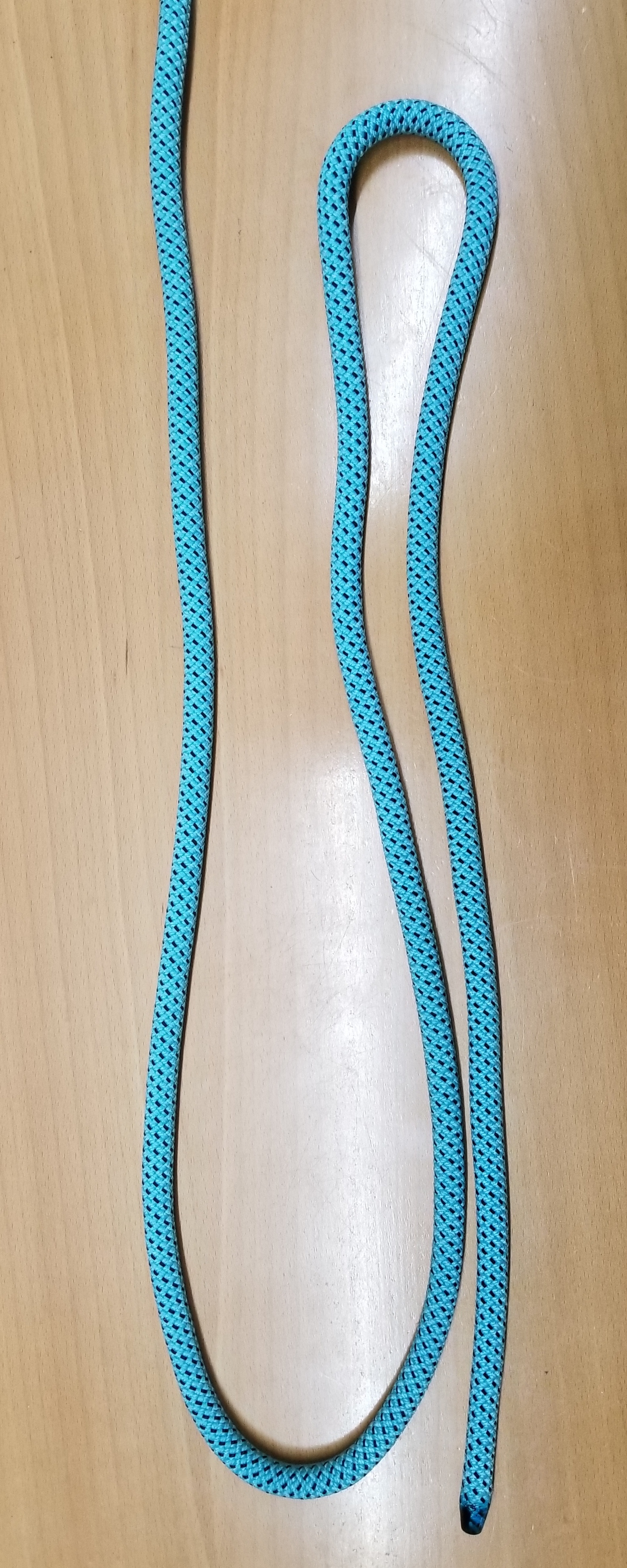
Man nimmt eine Bucht hoch
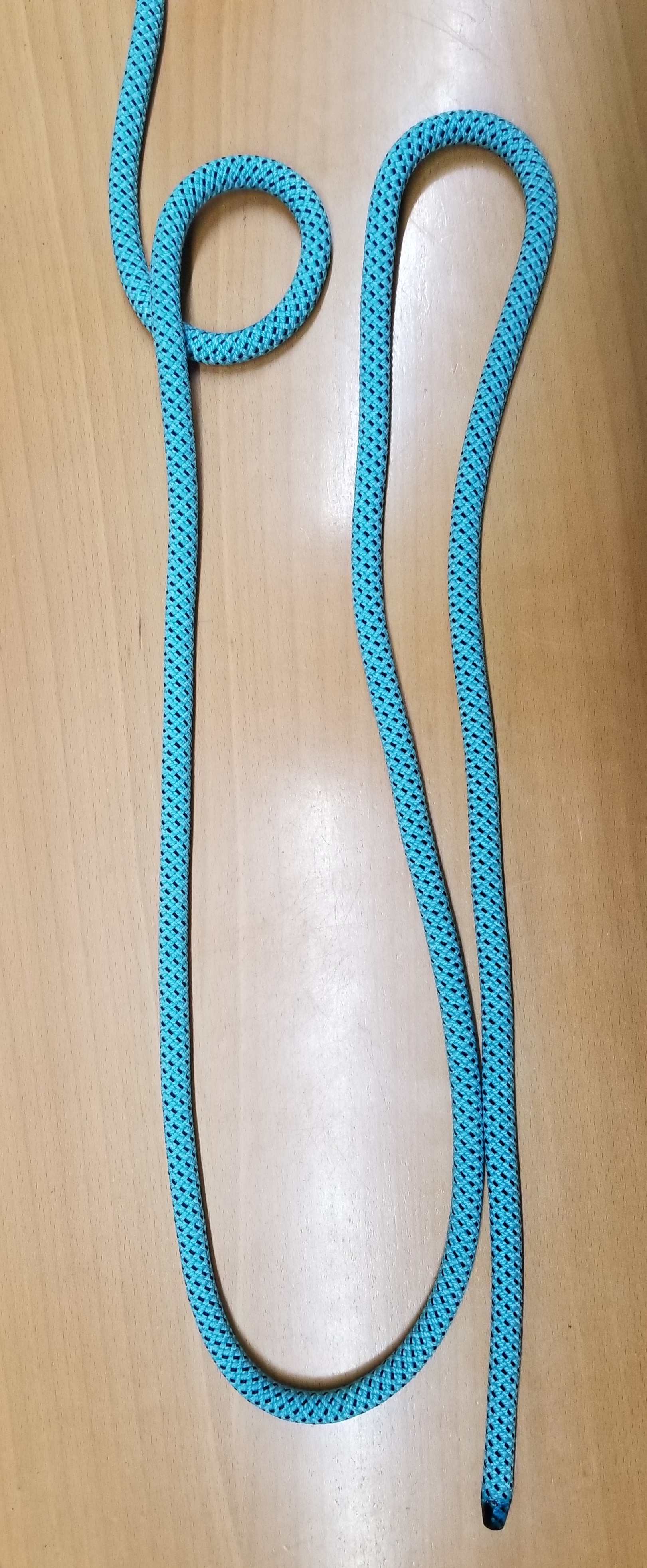
Im Seil welches herunterhängt, macht man ein rechtsgängiges Auge
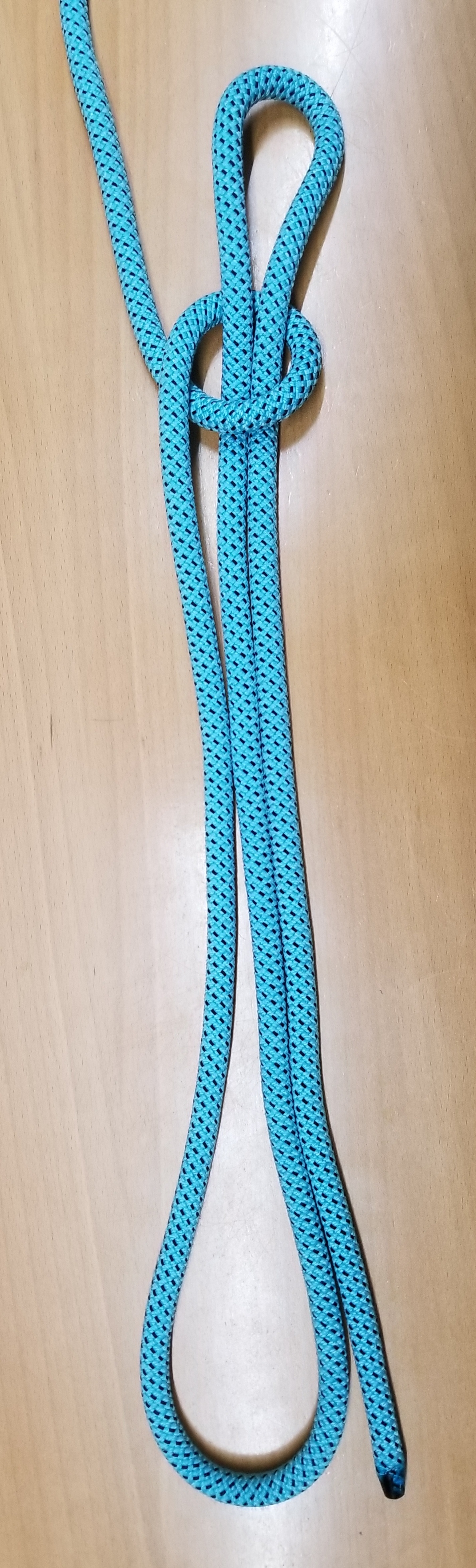
Der Kopf der Bucht wird ins Auge gelegt und der Rest (drei etwa gleich lange Seilstränge) hängt runter und bildet das für den Halt erforderliche Gewicht.

#### Knüpfmethode 2
Ist das feste Ende des Seiles schon ein wenig gespannt oder hängt herunter, kann man folgende Methode anwenden:

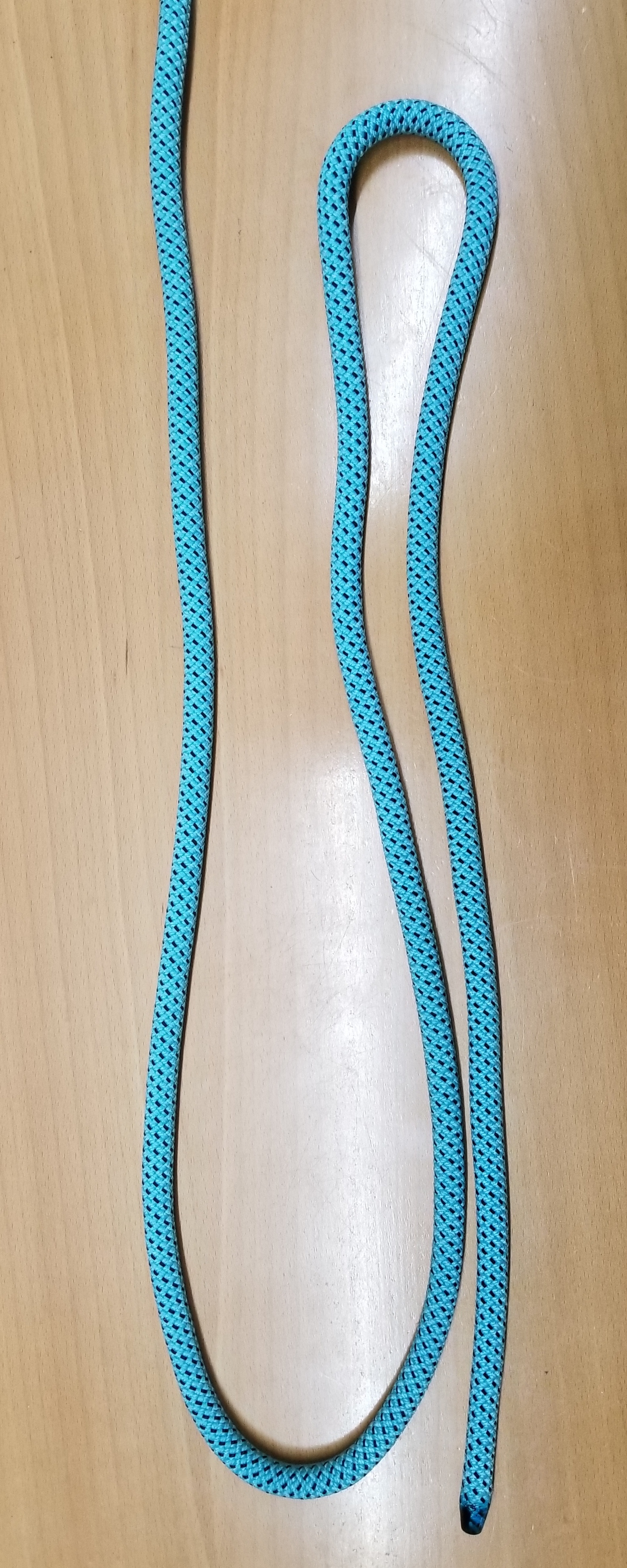
Man nimmt eine Bucht hoch
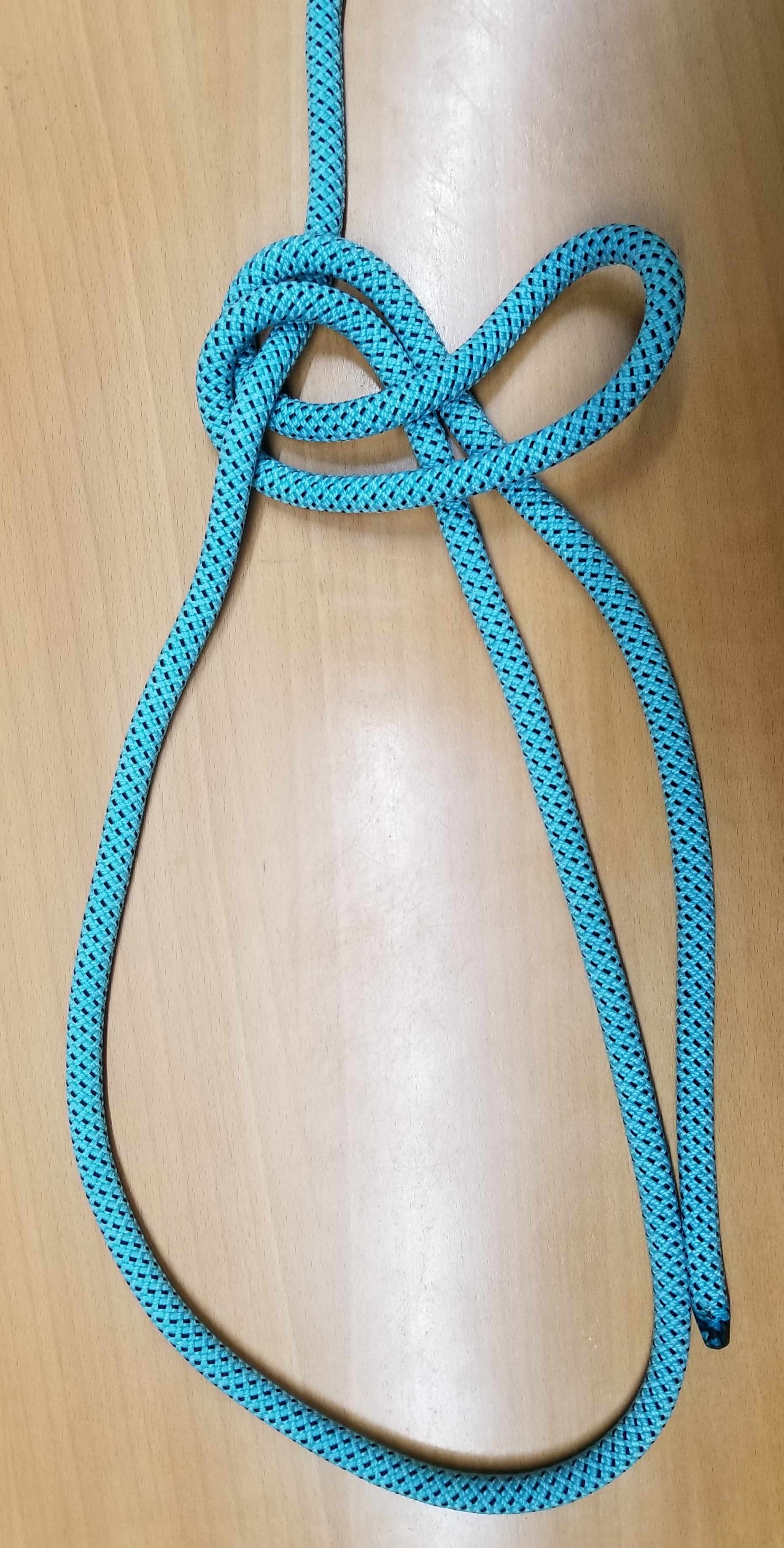
Dann macht man mit der Bucht einen halben Schlag um das hängende Ende
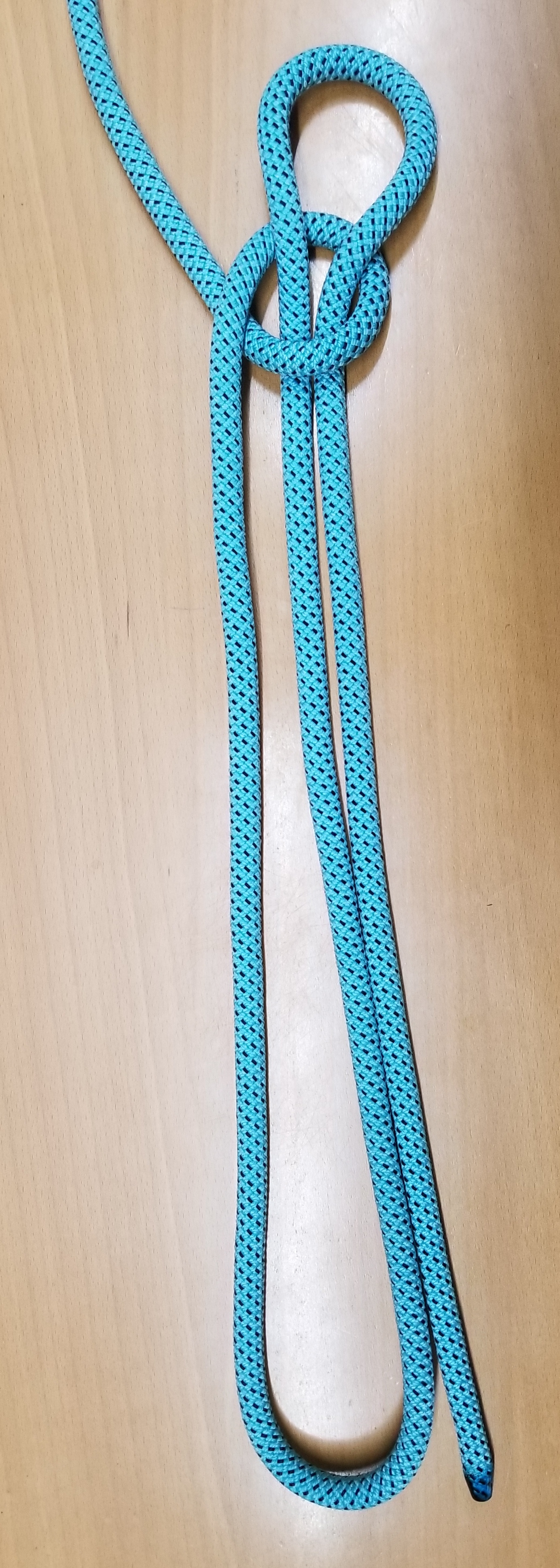
Nun zieht man an der Bucht und der Knoten kippt um in die gewünschte Form.

### Glöcknerknoten mit zwei halben Schlägen
Werden zwei Schläge gemacht, ist der Knoten sicherer. Auch wenn das Seil so lang ist, dass mehrere Törns mit halben Schlägen befestigt werden müssen, verfährt man so.

#### Knüpfmethode 1

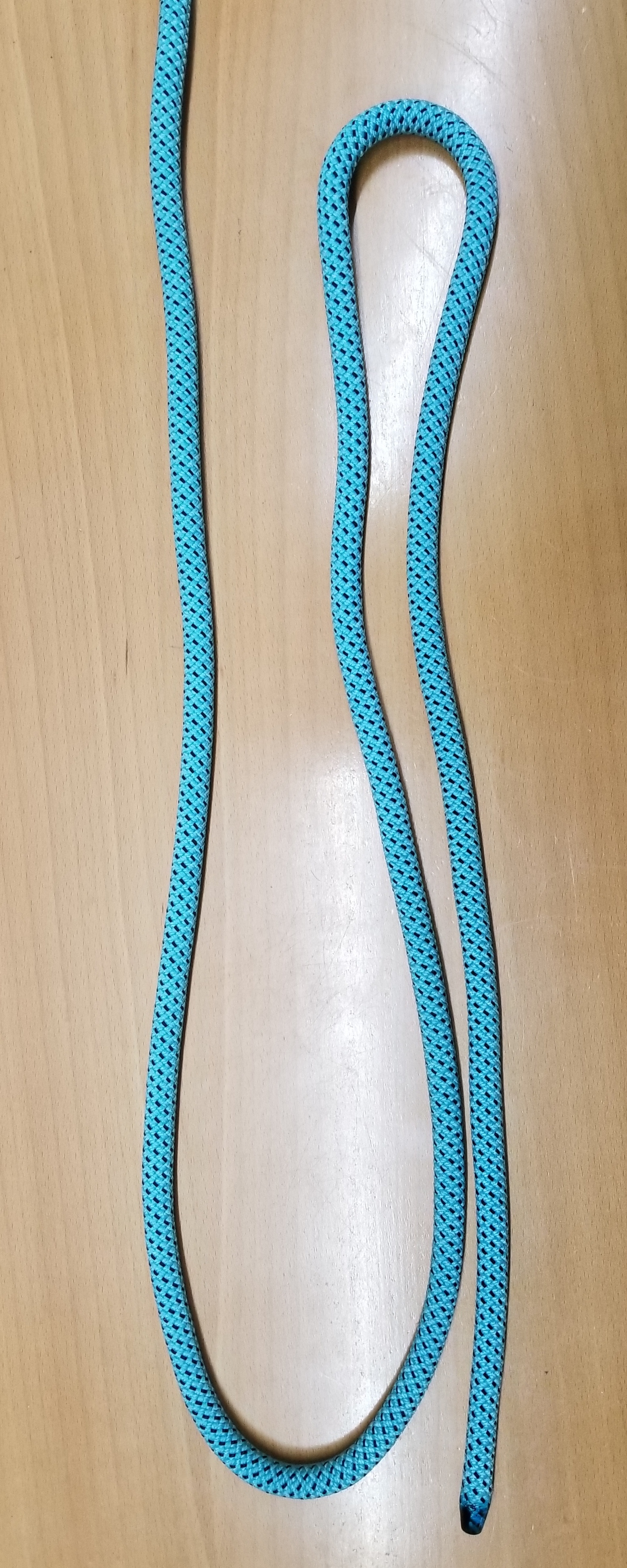
Man nimmt eine Bucht hoch
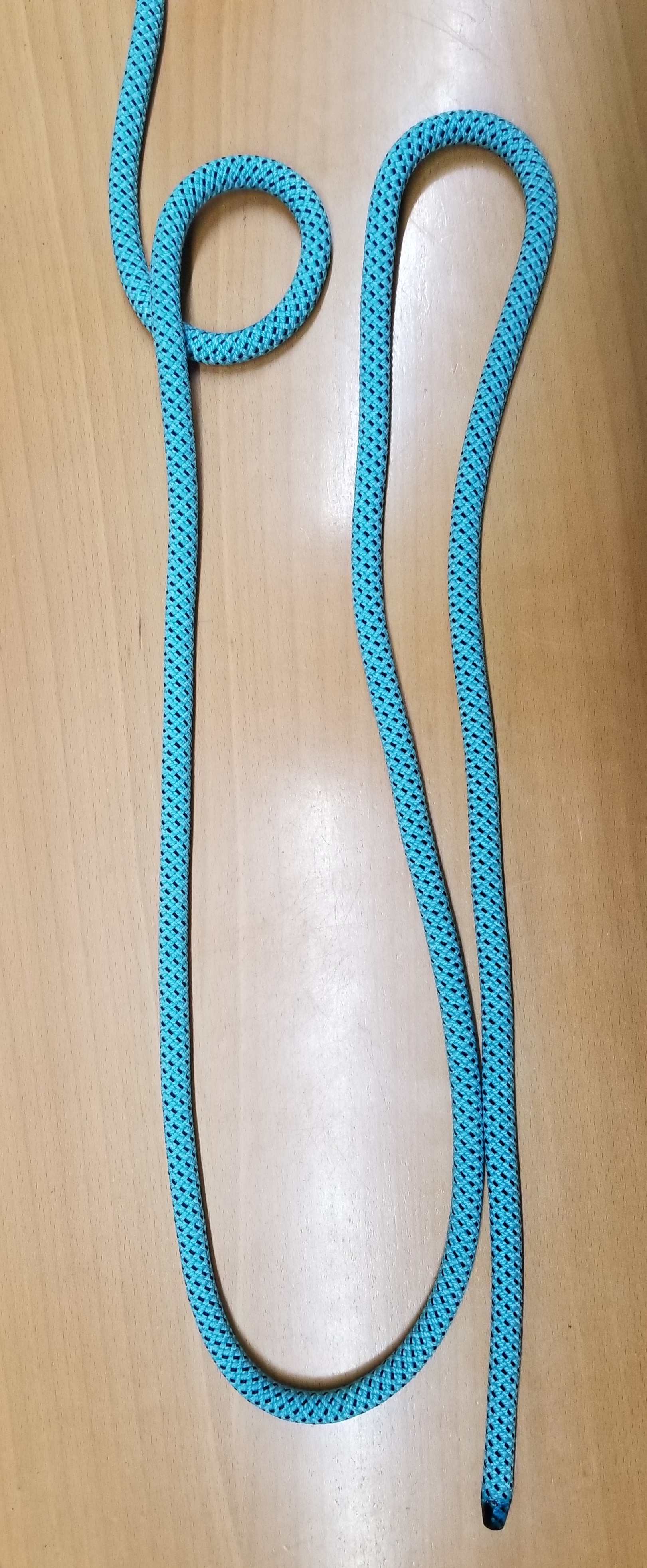
Im Seil welches herunterhängt, macht man ein rechtsgängiges Auge
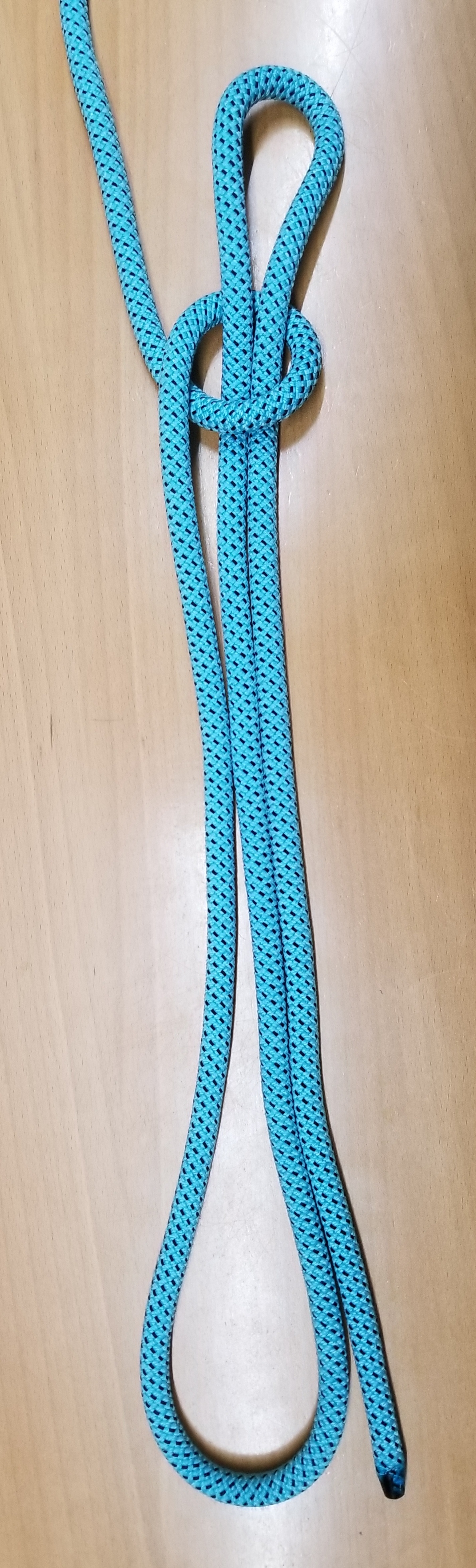
Der Kopf der Bucht wird ins Auge gelegt und der Rest (drei etwa gleich lange Seilstränge) hängt runter hängt runter und bildet das für den Halt erforderliche Gewicht.
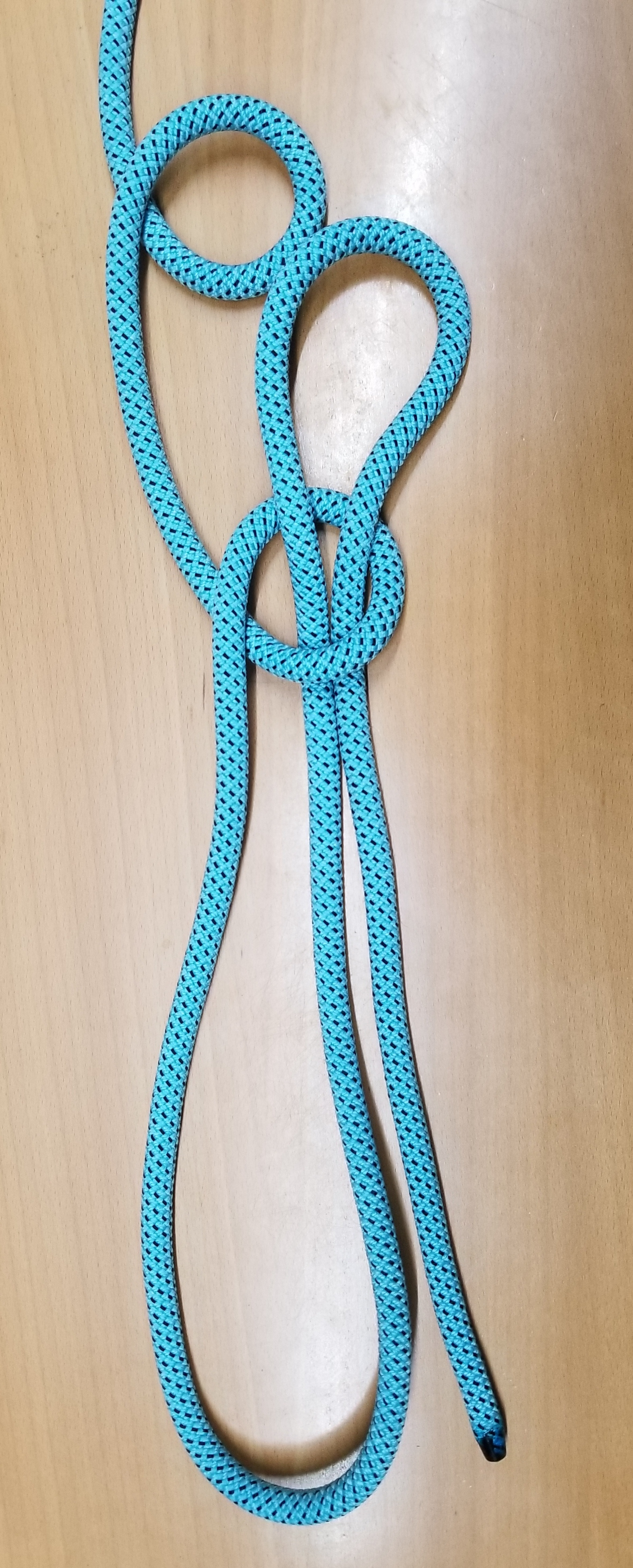
Man macht ein zweites Auge in das herunterhängende Seil
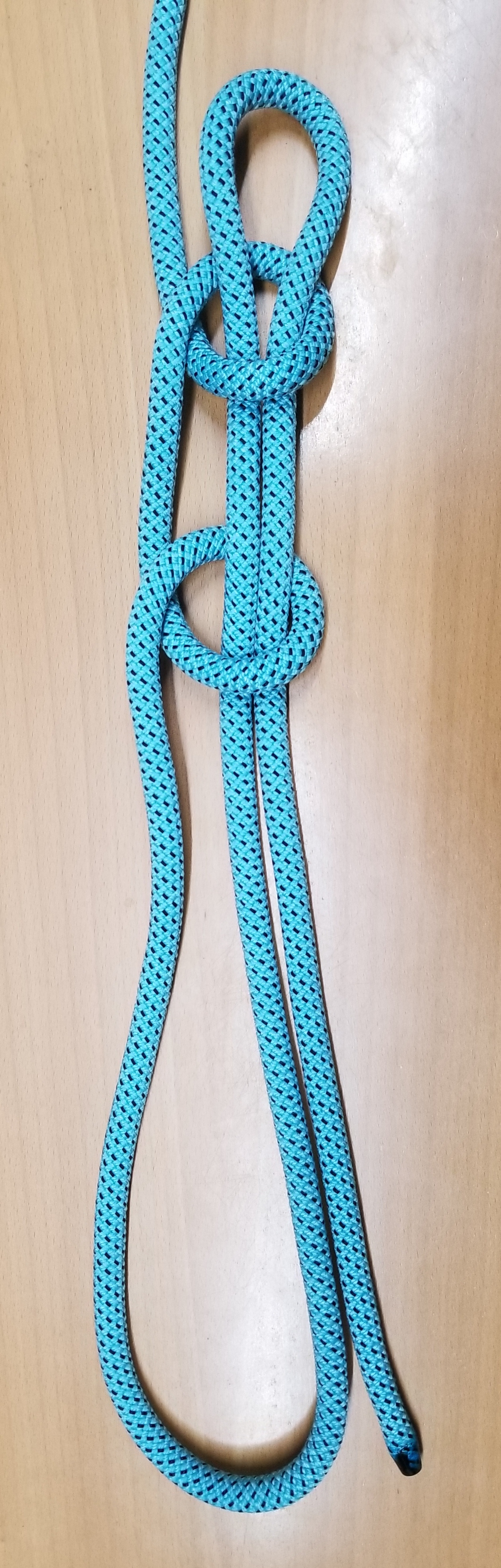
Und fährt mit der Bucht durch das Auge

#### Knüpfmethode 2
Ist das feste Ende des Seiles schon ein wenig gespannt oder hängt herunter, kann man folgende Methode anwenden.

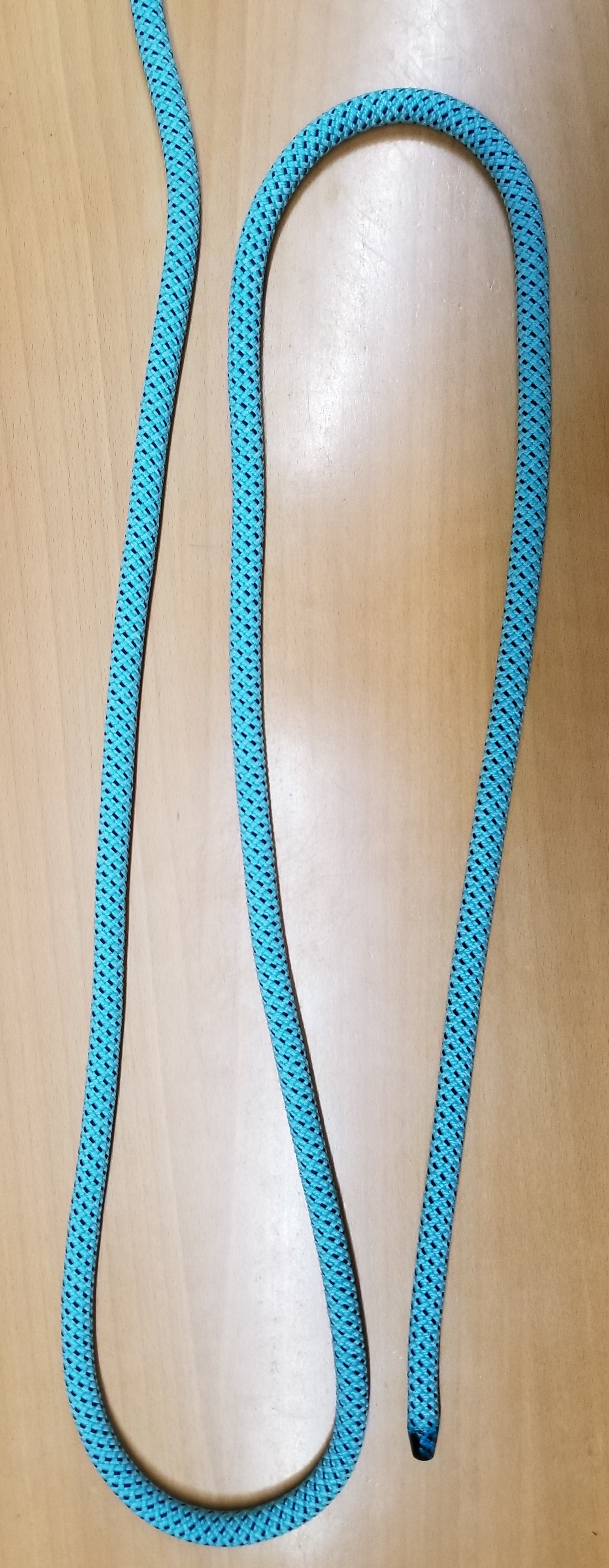
Man legt mit dem losen Ende eine Bucht (rechts).
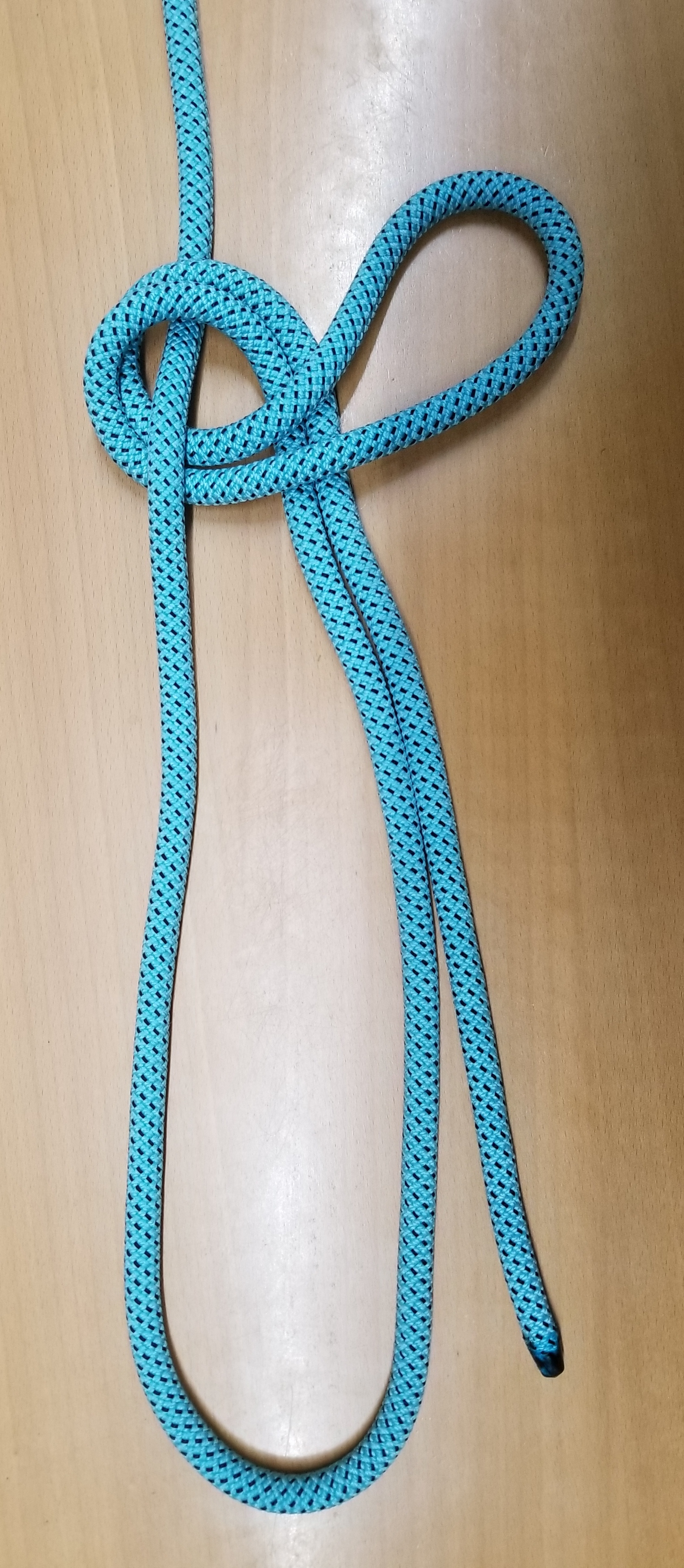
Dann macht man mit der Bucht einen halben Schlag um das herunterhängende Seil
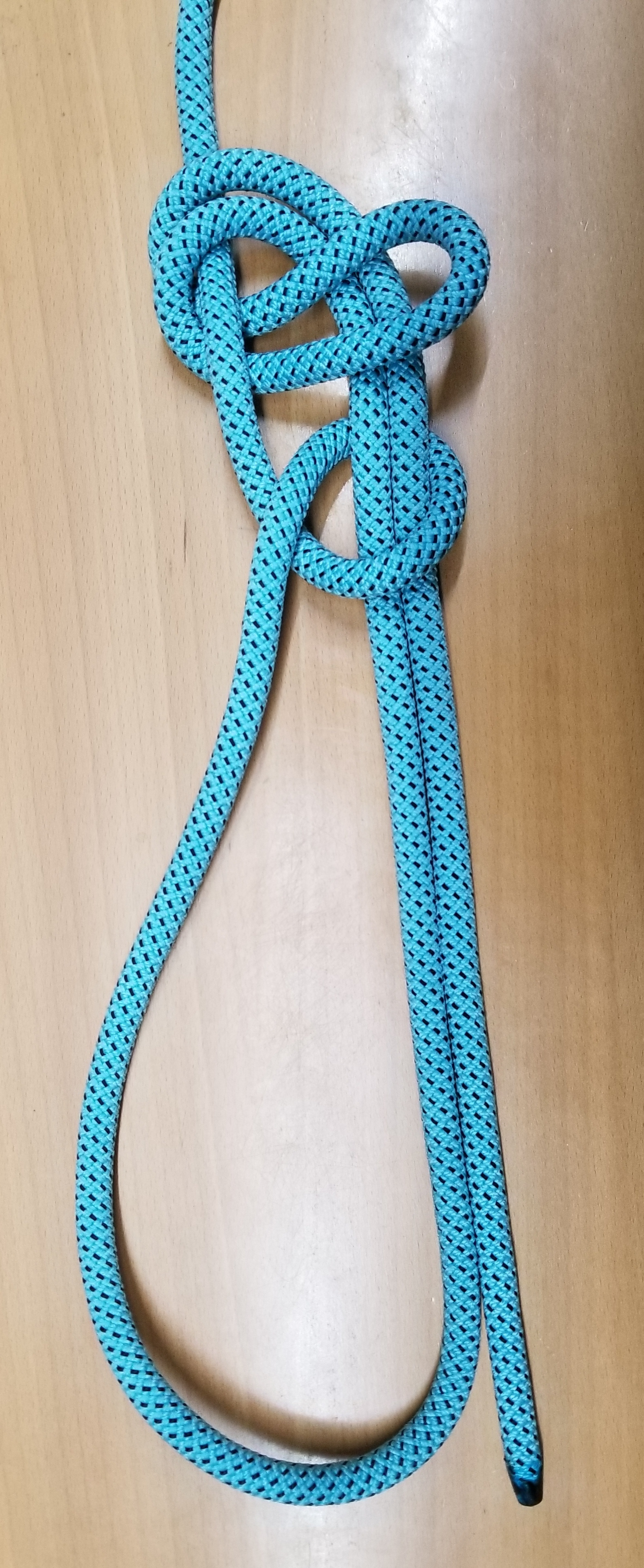
Und zieht an der Bucht, der Knoten kippt um in die gewünschte Form. Nun macht man einen zweiten Halben Schlag um das herunterhängende Seil
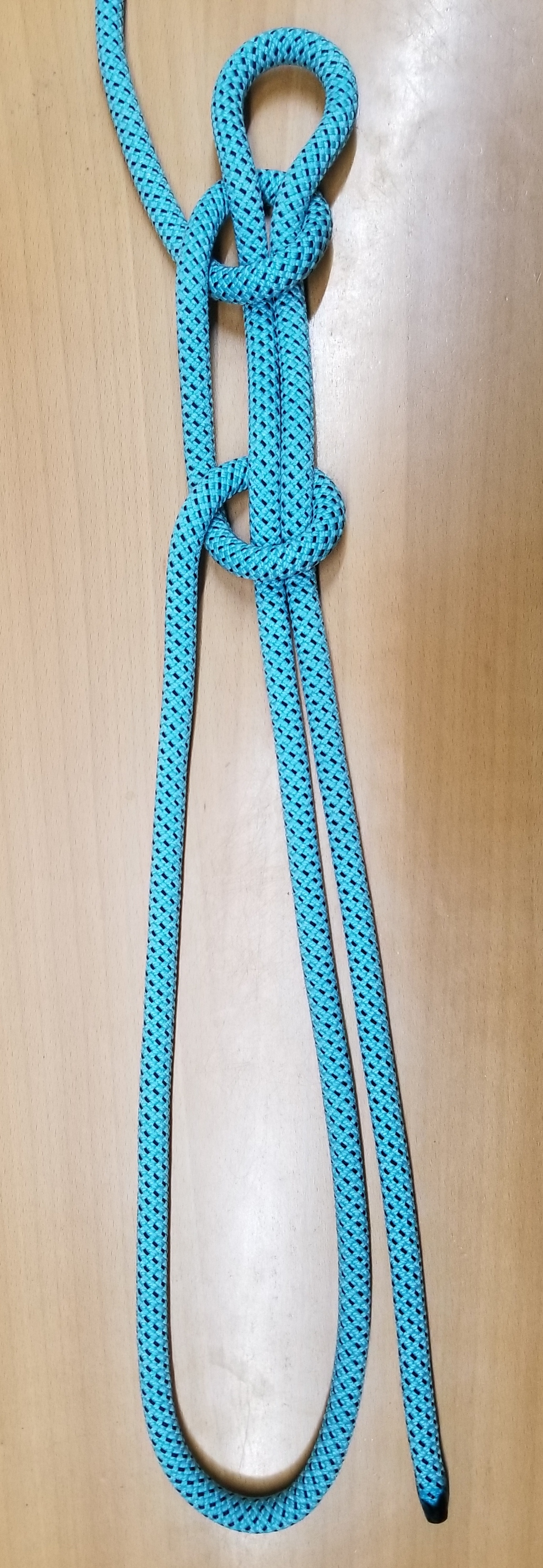
Zieht an der Bucht und der Knoten kippt in die gewünschte Form.

## Anwendung
Wie der Name des Knotens schon sagt, wurde er früher vom Glöckner benutzt. Mit dem Knoten liegt das Seil nicht auf dem Fußboden des Glockenturms, wenn die Glocke nicht geläutet wird.

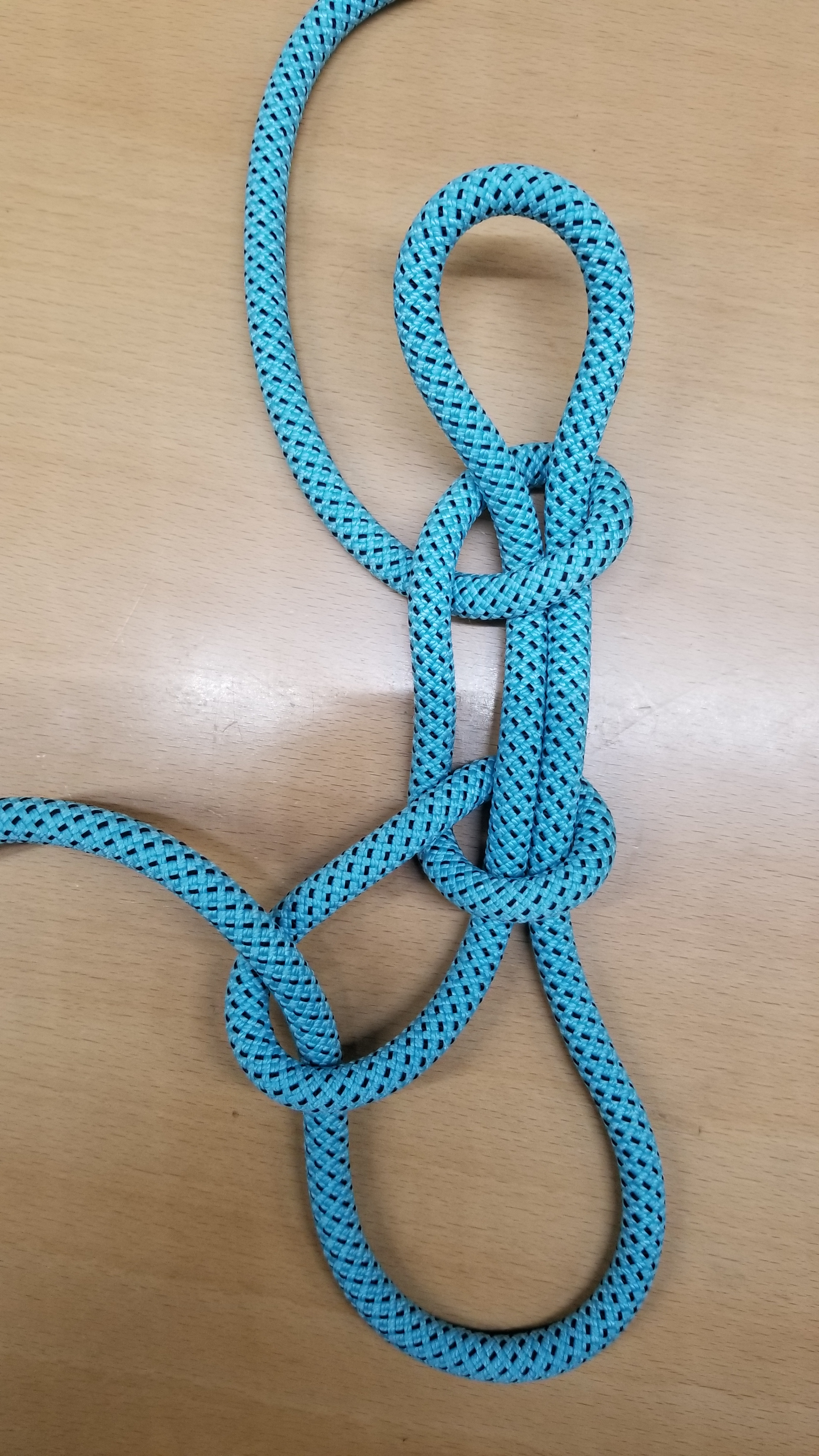
Fuhrmannsknoten mit Glöcknerknoten

Beim Fuhrmannsknoten mit Glöcknerknoten kann man den Glöcknerknoten benutzen, wenn man will, dass sich die Umlenkschlinge auf einen Zug wieder schnell öffnet.

## Alternativen

Der Trompetenknoten dient als Seilverkürzung und zieht sich  bei Zug auf beiden Enden nicht auf.
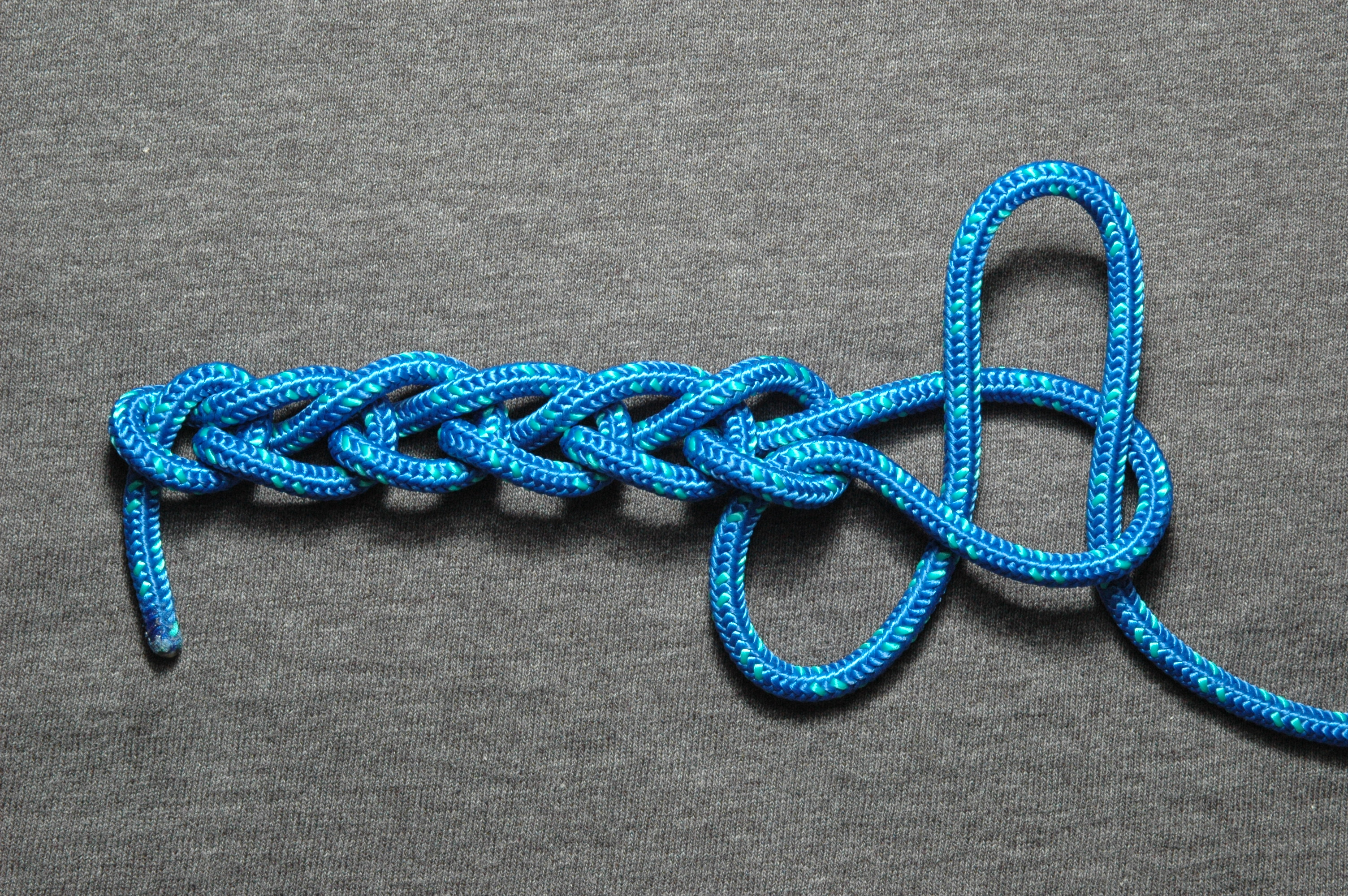
Die Kettenverkürzung ist ebenfalls ein Seilverkürzer